# Procédure d'adhésion du Danemark à la Communauté économique européenne
La procédure d'adhésion du Danemark à la Communauté économique européenne est le processus politique qui a permis au Danemark de rejoindre la CEE (devenue l'Union européenne en 1993) le 1er janvier 1973. La Communauté économique européenne s'est ainsi élargie à 9 États (le Danemark étant entré en même temps que l'Irlande et le Royaume-Uni).

## Historique

### Spécificités des pays constitutifs
La Constitution danoise fait référence au statut des îles dans leur représentation au Folketing ; l'archipel des îles Féroé est devenu une « communauté autonome » au sein du royaume le 1er avril 1948 avec l'entrée en vigueur de la loi sur l'autonomie interne des Féroé et le 17 janvier 1979, le  Groenland a montré par référendum sa volonté d'avoir un statut d'autonomie, faisant de ce pays constitutif, une « communauté particulière ».
Ni les îles Féroé, ni le Groenland n'appartiennent à l'Union européenne, les premières ont toujours refusé d'en faire partie en raison principalement de la politique commune de la pêche applicable aux États membres et le second est sorti de la CEE le 1er février 1985, à la suite d'un référendum organisé en 1982.

## Sources

## Compléments